# Philip Arden Beachy
Philip Arden Beachy (Red Lake, 25 de outubro de 1958) é um bioquímico e biólogo desenvolvimentista estadunidense. 

## Prêmios e condecorações
- Fellow da Associação Americana para o Avanço da Ciência
- 1998 Prêmio NAS de Biologia Molecular
- 2002 membro da Academia Nacional de Ciências dos Estados Unidos[1]
- 2003 membro da Academia de Artes e Ciências dos Estados Unidos
- 2008 Prêmio March of Dimes de Biologia do Desenvolvimento (com Clifford J. Tabin)[2]
- 2011 Prêmio de Medicina Keio[3]